# Jadwiga Szubartowicz
Jadwiga Szubartowicz (født Skawińska, 16. oktober 1905 i Lublin - 20. juli 2017) er en polsk kvinde, der med en alder på 111 år var indtil sin død  en af verdens ældste mennesker.